# Station Byans
Station Byans is een spoorweghalte in de Franse gemeente Byans-sur-Doubs.
Zij wordt bediend door treinen van het netwerk  TER Bourgogne-Franche-Comté op de verbindingen Belfort / Besançon-Viotte - Mouchard - Lons-le-Saunier / Bourg-en-Bresse. 